# Lafayette megye (Arkansas)
Lafayette megye az Amerikai Egyesült Államokban, azon belül Arkansas államban található. Megyeszékhelye Lewisville, legnagyobb városa Stamps. Lakosainak száma 6308 fő (2020. április 1.). Lafayette megye Columbia, Bossier, Hempstead, Nevada, Webster és Miller megyékkel határos.

## Népesség
A megye népességének változása:
| Lakosok száma | 7633 | 7542 | 7423 | 7252 | 6996 | 6308 |
|               | 2010 | 2011 | 2012 | 2013 | 2015 | 2020 |